# Cibotopteryx
Cibotopteryx is een geslacht van rechtvleugeligen uit de familie Romaleidae. De wetenschappelijke naam van dit geslacht is voor het eerst geldig gepubliceerd in 1905 door Rehn.

## Soorten
Het geslacht Cibotopteryx omvat de volgende soorten:
- Cibotopteryx rehni Bolívar, 1909
- Cibotopteryx variegata Rehn, 1905